# Cal Rosta
Cal Rosta és una masia situada al municipi d'Odèn, a la comarca catalana del Solsonès.